# 파블로 베네기스
파블로 베네기스 우르바옌(Pablo Benegas Urabayen, 1976년 6월 21일 ~ )은 스페인의 시인 겸 음악가로, 라 오레하 데 반 고흐의 일원이다. 공연에서는 기타를 담당하고 있으며 라 오레하 데 반 고흐의 노래 거의 대부분을 작사하고 있다. 라 오레하 데 반 고흐의 노래들은 파블로 베네기스가 지은 시에 하비 산 마르틴이 곡을 붙인 노래들이 대부분이다.
그의 아버지가 스페인 바스크 지역 정치인인 호세 마리아 베네기스이며 파블로의 경우 베네수엘라에서 스페인으로 역이민을 온 역이민자 2세다.
상당히 섬세한 성격의 소유자이다.